# Qwak!
Qwak! is een arcadespel van Atari uit 1974. Het spel is een simulatie van de jacht op eenden waarbij de speler met behulp van een lichtpistool, in de vorm van een jachtgeweer, dient te mikken op deze vogels die op het computerscherm verschijnen.

## Gameplay
Qwak! is voor één speler. Over het scherm vliegt hoogstens één eend op hetzelfde ogenblik. De speler dient met zijn lichtpistool de eend te raken en krijgt daarvoor drie kogels. Indien de eend wordt geraakt, zal een jachthond het veld inlopen om de eend op te halen. Indien de eend werd neergeschoten, zal even later een volgende eend over het scherm vliegen. De speler dient binnen een bepaalde tijdlimiet een bepaald aantal eenden neer te schieten. Het spel is afgelopen wanneer dit doel niet wordt bereikt.

## Technologie
Het spel is enkel beschikbaar voor arcade, waarbij de speelkast voorzien is van een lichtpistool. De printplaat is gebaseerd op de Durastress-technologie van Atari/Kee.
Op het beeldscherm is een sticker gekleefd met daarop boomtoppen. Dit geeft de illusie dat de speler vanop de grond naar de lucht kijkt.
Met de DIP-switches kan de uitbater van de arcadekast enkele instellingen wijzigen, waaronder tijdlimiten, extra bonustijd en vanaf wanneer de speler een vrij spel krijgt.

## Port
In 1984 nam Nintendo een licentie op het spel en bracht het uit voor Nintendo Entertainment System onder de naam Duck Hunt.